# Дмитро Тишкевич
Дмитро Тишкевич герба Леліва (пол. Dymitr Lwowicz Tyszkiewicz; пом. 1609) — руський шляхтич Речі Посполитої. Старший син Скуміна (Івана) Львовича Тишкевича від Марини Мартинівни Мелешко. Мав брата Федора й кількоро сестер. 
Скидається на те, що Дмитро не успадкував од батька значних володінь, прецінь на переписі війська 1567 року ставив лиш 4 «коней», тобто належав до когорти дрібних землевласників. Кар'єру почав з посади київського підкоморія (1568–76). Після смерті Каленика Васильовича з логойської гілки Тишкевичів обійняв уря́д маршалка господарського (1576), що історик Еймантас Гудас тлумачить як прояв родинної солідарності чи (та) особливої прихильності великого князя до роду. Під час другого безкоролів'я (1574–76) Дмитро схилявсь до габсбурзької кандидатури. Протягом 1588–92 рр. був старостою мінським, а з 1588 й до самого скону — «писарем замків волостей України». 
В 1598 році, після кончини матері, успадкував фільварок Селець біля Логойська і село Дікушки.
Тишкевич двічі одружувався: зі шляхтянкою Софією Вольською герба Півкозич й кн. Ганною Михайлівною Масальською (пом. 1620), лишивши по собі сина Юрія та дочок Магдалину (муж — Станіслав Нінінський) й Ганну (вийшла заміж за Криштофа Сирутя).
У своїм тестаменті, вчиненому 1 січня 1609, Дмитро заповів поховати себе поруч із першою жінкою та дітьми від неї у склепі під амвоном селецької церкви Воскресіння Христового. Другій же дружині він записав на праві доживоття с. Семенкове, вернув їй 800 коп грошей, що їх Масальска внесла в посаг, але взяв із малжонки обіцянку дарувати половину цієї суми пасинкові, решту ж могла оборочати на власний розсуд. 

## Коментар
1. ↑  Згідно з надгробком його матері. В іншім місці названий писарем «замков и волостей Украиных Руских» (17 лютого 1590). Див.: АВАК. T. XXXVI. С. 374.